# 庞家佐镇
庞家佐镇，原为庞家佐乡，是中华人民共和国河北省保定市高阳县下辖的一个乡镇级行政单位。2021年10月撤乡设镇。

## 行政区划
庞家佐镇下辖以下地区：
庞家佐村、东团丁村、张家连城村、西归还村、北归还村、北团丁村、南归还村、辛丰庄村、都曹口村、刘家连城村、西团丁村、大兴庄村、北连城村、丘家佐村、贾家务村、南梁家庄村、庄头村、河西村和湘连口村。